# Кирил Кямилов
Кирил Панов Кямилов (на македонска литературна норма: Кирил Панов Ќамилов) е интербригадист, участник в Комунистическата съпротива във Вардарска Македония.

## Биография
Роден е на 28 януари 1898 или на 22 януари 1899 година в град Велес. През 1924 г. учи в Сорбоната. През януари 1937 г. заминава за Испания от Белгия. В Испания влиза в батальона „Георги Димитров“, както и в батальона „Дуран“. Там достига чин капитан. Включва се в комунистическата съпротива в Югославия през 1944 г. По-късно е директор на Института за фолклор.
От 2 октомври 1952 до 25 декември 1954 година е затворен на Голи Оток.
Умира на 5 или на 9 септември 1976 година в град Скопие.